# 胡效才 (正德進士)
胡效才（1493年—？），字汝愚，號雙洲，直隸淮安府沭陽縣人，民籍，明朝政治人物。

## 生平
正德十一年（1516年）丙子科應天鄉試第一百二十八名舉人，十二年（1517年）聯捷丁丑科會試第六十名，三甲第二十五名進士。兵部觀政，授東陽縣知縣。嘉靖元年（1522年）選雲南道監察御史，巡按河南，七年巡按直隶保定等府。九年十月以父亲胡璉任右副都御史，奏当回避，改行人司正，十年升直隶大名府知府，调任真定府。谏官史道、阎闳因建言获罪，胡效才挺身而进，上疏辩护，置个人安危于不顾。正德、嘉靖年间宦官当道，败坏朝纲，时人敢怒不敢言。胡效才以国事为重，上疏弹劾宦官，痛斥宦官用事之弊端，朝野为之咋舌。

## 家族
曾祖胡友良；祖父胡綱，壽官 封南京刑部主事；父胡璉，戶部右侍郎。母屠氏（封安人）。重慶下。